# ماه‌زده
ماه‌زده (به انگلیسی: Moonstruck) فیلمی ۱۰۲ دقیقه‌ای به کارگردانی نورمن جویسون با بازی شر و نیکلاس کیج است.

## داستان
لورتا کاستورینی، بیوه‌ای ایتالیایی-آمریکایی، حسابدار است و همراه با پدر و مادرش، کازمو و رُز، و پدربزرگ پدری‌اش در بروکلین هایتس زندگی می‌کند. دوست‌پسرش، جانی کامارری، پیش از سفر به سیسیل برای مراقبت از مادر در حال احتضارش، به او پیشنهاد ازدواج می‌دهد. لورتا می‌پذیرد، اما اصرار دارد که تمام سنت‌ها را دقیق رعایت کنند، زیرا باور دارد که بی‌توجهی به سنت‌ها باعث مرگ ناگهانی همسر اولش پس از دو سال زندگی مشترک شده بود.
جانی از لورتا می‌خواهد که برادر کوچکترش، رانی، را به عروسی دعوت کند؛ آن‌ها پنج سال است که با هم صحبت نکرده‌اند. لورتا به خانه بازمی‌گردد و نامزدی‌اش را به خانواده اطلاع می‌دهد. کازمو، که صاحب یک کسب‌وکار موفق لوله‌کشی است، از جانی خوشش نمی‌آید و تمایلی به پرداخت هزینهٔ یک مراسم عروسی «واقعی» برای لورتا ندارد. وقتی می‌شنود لورتا به جانی علاقه دارد اما او را دوست ندارد، رُز به او می‌گوید که عشق واقعی می‌تواند موجب آسیب‌پذیری عاطفی زیاد شود.
لورتا به نانوایی رانی می‌رود و درمی‌یابد که رانی دست مصنوعی چوبی دارد، چون زمانی که در حال گفت‌وگو با جانی بوده، بی‌دقتی کرده و دستش را در دستگاه برش نان گذاشته؛ نامزدش هم پس از آن او را ترک کرده است. لورتا اصرار می‌کند که خصوصی صحبت کنند. آن دو به آپارتمان رانی می‌روند. لورتا غذا می‌پزد و هر دو چند نوشیدنی الکلی می‌نوشند. لورتا رانی را به گرگی تشبیه می‌کند که برای رهایی از تله، پایش را می‌جَوَد و ادعا می‌کند رانی عمداً دستش را مجروح کرده تا از یک رابطهٔ بد فرار کند. رانی با خشمی پرشور واکنش نشان می‌دهد و لورتا را می‌بوسد؛ به شگفتی خودش، لورتا نیز او را می‌بوسد. رانی لورتا را به اتاق خواب می‌برد و با هم رابطه برقرار می‌کنند.
همان شب، ریموند، برادر رُز، به همراه همسرش ریتا به خانهٔ آن‌ها می‌آیند و همه متعجب‌اند که لورتا کجاست. ریموند ماهی بسیار روشن را به یاد می‌آورد که معتقد است هنگام خواستگاری کازمو از رُز در آسمان بود؛ همان ماه را لورتا و رانی نیز می‌بینند. صبح روز بعد، لورتا احساس گناه می‌کند، اما رانی قول می‌دهد که دیگر مزاحمش نشود، به شرطی که با او برای دیدن اپرای لا بوهم در متروپولیتن اپرا همراه شود. لورتا به کلیسا می‌رود و خیانتش را اعتراف می‌کند، سپس به مغازهٔ ریموند و ریتا می‌رود تا دخل را ببندد. هنگام ترک آنجا، ناگهان به سالن آرایش می‌رود و لباس و کفش شبی فاخر می‌خرد.
لورتا از دیدن لا بوهم عمیقاً تحت‌تأثیر قرار می‌گیرد. هنگام ترک سالن اپرا، کازمو را همراه معشوقه‌اش، مونا، می‌بیند و با او روبه‌رو می‌شود. کازمو که لورتا را با رانی می‌بیند، پیشنهاد می‌دهد این دیدار را بین خود نگه دارند. لورتا سعی می‌کند به خانه بازگردد، اما رانی با اصرار او را به رابطه‌ای دیگر می‌کشاند. همان شب، رُز به تنهایی در رستورانی شام می‌خورد و استادی دانشگاهی به نام پری را می‌بیند که توسط دانشجویش به‌شکل نمایشی ترک می‌شود.
رُز دلش به حال پری می‌سوزد و او را به صرف شام دعوت می‌کند. سپس اجازه می‌دهد او او را تا خانه همراهی کند، اما از او دعوت نمی‌کند که وارد شود، چرا که به ازدواجش وفادار است. بعدتر، جانی به‌طور غیرمنتظره از سیسیل بازمی‌گردد، چون مادرش به‌گونه‌ای «معجزه‌آسا» بهبود یافته، و با رُز در خانهٔ کاستورینی دیدار می‌کند. آن دو توافق می‌کنند که مردها به‌خاطر ترس از مرگ، زن‌ها را تعقیب می‌کنند.
صبح روز بعد، لورتا که می‌داند جانی به‌زودی می‌رسد، آشفته می‌شود. رانی از راه می‌رسد و رُز، برخلاف مخالفت لورتا، او را به صبحانه دعوت می‌کند. کازمو و پدربزرگ از طبقهٔ بالا پایین می‌آیند و پدربزرگ اصرار دارد که کازمو با پرداخت هزینهٔ عروسی موافقت کند. رُز با کازمو روبه‌رو می‌شود و از او می‌خواهد که به رابطهٔ خارج از ازدواجش پایان دهد. کازمو ناراحت می‌شود، اما تسلیم شده و به اصرار رُز، موافقت می‌کند که به اعتراف برود. هر دو عشقشان به یکدیگر را دوباره ابراز می‌کنند.
ریموند و ریتا، که نگران بودند چرا لورتا درآمد دیروز را به بانک نریخته، از اینکه درمی‌یابند او فقط فراموش کرده و هنوز پول را دارد، آسوده می‌شوند. هنگامی که جانی بالاخره می‌رسد، نامزدی را برهم می‌زند، زیرا خرافی است و باور دارد که ازدواجشان باعث مرگ مادرش خواهد شد. لورتا با خشم از او انتقاد کرده و حلقهٔ نامزدی را به سویش پرتاب می‌کند. رانی حلقه را قرض می‌گیرد و از لورتا خواستگاری می‌کند، و او می‌پذیرد. خانواده با شامپاین به سلامتی زوج تازه می‌نوشند و جانی نیز به اصرار پدربزرگ، به جشن می‌پیوندد، چون اکنون او هم بخشی از خانواده خواهد بود.